# Музыка славы
«Музыка славы» — фонтанный комплекс на площади Славы в Москве. Один из самых больших фонтанов в Европе. Открыт 7 мая 2005 в честь 60-летия Победы в Великой Отечественной войне.

## Описание
Проект разработан авторским коллективом Союза московских архитекторов «Архитектурный фонд» во главе с архитектором Юрием Платоновым. Он был задуман как аналогичный по значению мемориалу «Монумент Победы» на Поклонной Горе. Фонтан «Музыка славы» представляет собой фонтанный комплекс, расположенный в одной чаше. В центре чаши находится «Венок победы» — амфитеатр из розового гранита, размером 55×55 метров, дно которого разделено на тёмную и светлую части. На темной половине стоит «Пирамида памяти», стороны которой символизируют четыре года войны. На светлой — «Фанфары Победы», семь серебристых колонн разной длины, объединённых воинскими флагами высотой 21 метр. Ниспадающие струи фонтана символизируют слёзы и память, а бьющие вверх — праздничный салют. Под колоннами расположен белый гранитный камень.
«Музыка славы» работает в двух основных режимах: обычный, когда включены струи «Пирамиды Памяти» и их высота достигает 8 метров, и праздничный, когда все части фонтана задействованы на полную мощность и дополнены светомузыкальными эффектами, среди которых «Сражение», «Оплакивание», «Салют Победы» и «Военные вальсы». Вечером фонтан подсвечивается 400 светодиодными лампами.
К фонтану ведёт аллея «Венок Победы» из цветного гранита со стилизованными изображениями военных орденов.